# Kreis Poschiavo
| Poschiavo           | Poschiavo         |
| ------------------- | ----------------- |
| Poschiavo           |                   |
| Basisdaten          |                   |
| Staat:              | Schweiz           |
| Kanton:             | Graubünden (GR)   |
| Bezirk:             | Bernina           |
| Hauptort:           | Poschiavo         |
| Fläche:             | 191,01 km²        |
| Einwohner:          | 3521 (31.12.2009) |
| Bevölkerungsdichte: | 18 Einw. pro km²  |
| Aufgehoben am:      | 31. Dezember 2015 |
| Karte               |                   |
| Karte von Poschiavo |                   |

Der Kreis Poschiavo bildete bis zum 31. Dezember 2015 zusammen mit dem Kreis Brusio den Bezirk Bernina des Kantons Graubünden in der Schweiz. Der Sitz des Kreisamtes befand sich in Poschiavo. Durch die Bündner Gebietsreform wurden die Kreise aufgehoben.

## Gemeinden
Der Kreis umfasst nur eine einzige Gemeinde:
| Wappen    | Name der Gemeinde | Einwohner (Dez. 2009) | Fläche in km² | BFS-Nr |
| --------- | ----------------- | --------------------- | ------------- | ------ |
| Poschiavo | Poschiavo         | 3525                  | 191,01        | 3561   |